# والونی ۳۱۹۸
سیارک ۳۱۹۸ (به انگلیسی: 3198 Wallonia، نامگذاری:1981YH1) سه هزار و صد و نود و هشتمین سیارک کشف شده‌است که در ۳۰ دسامبر ۱۹۸۱ کشف شد.
قدر مطلق سیارک برابر ۱۲٫۳۰ است.